# Andorf (Austria)
Andorf – gmina targowa w Austrii, w kraju związkowym Górna Austria, w powiecie Schärding. Liczy 5176 mieszkańców (1 stycznia 2023).